# Реверсия (психология)
Реве́рсия (от лат. reversio — возврат, обращение) — психологическая защита, выражающаяся в проигрывании жизненного сценария с переменой в нём мест субъекта и объекта.

## Описание
В основе работы реверсии лежат защитные механизмы проекции и идентификации, хотя она и не сводится к их сумме. Этот механизм срабатывает в тех случаях, когда потребность быть объектом чьих-то действий (заботы, внимания и т. п.) велика, но воспринимается постыдной или опасной. В таких случаях человек может попытаться удовлетворить свою потребность, став субъектом деятельности (заботясь о ком-то, проявляя внимание и т. п.) и идентифицируясь с её объектом.
Замена пассивной позиции на активную является несомненным преимуществом этой защиты, хотя недостатками остаются отсутствие реального удовлетворения, с одной стороны, и отсутствие осознания своей потребности — с другой.
Популярный пример применения этой защиты — забота маленького ребёнка о своей кукле, которую обычно интерпретируют как удовлетворение собственной потребности в заботе. Аналогичным образом ребёнок, зачастую, пытается заботиться и о своём родителе. Подобное поведение обычно интерпретируется окружающими как альтруизм в самой бескорыстной форме, что до определённой степени верно, хотя и без учёта глубинной мотивации личности.